# Раджкот (княжество)

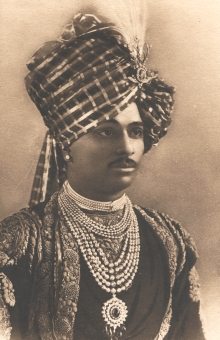
Лакхаджирадж III Баваджирадж (1885—1930), тхакур сахиб Раджкота (1890—1930))

Княжество Раджкот — туземное княжество Индии в период британского владычества. Это было салютуемое княжество, получившее от британцев право на 9-пушечный салют. Принадлежало Агентству Катхиявар Бомбейского президентства . Столица княжества — Раджкот, расположенный в историческом Халарском регионе Катхиявар на берегу реки Аджи. В настоящее время Раджкот является четвертым по величине городом штата Гуджарат.

## История
Раджкот был основан Тхакур-Сахибом Вибходжи Аджоджи Джадейя (? — 1635) в 1620 году. Он был внуком Джама Шри Сатарсала (Сатаджи) Вибхаджи Джадеджа из княжества Наванагар.
В 1720—1732 годах княжество Раджкот находилось под властью Империи Великих Моголов. В 1807 году княжество Раджкот перешло под британский протекторат. В 1921 году княжество занимало площадь 730 км2 и население в 61 000 жителей
15 августа 1947 года княжество Раджкот стало членом союза государств Саураштры, а 15 февраля 1948 года было включено в состав Индийского союза. 1 ноября 1956 года все мелкие княжеские государства Гуджарата, включая Раджкот, были распущены и присоединены к индийскому штату Бомбей. 1 мая 1960 года Раджкот стал частью индийского штата Гуджарат.

## Правители княжества
Правители Раджкота носили титул «Тхакур-Сахиб» в стиле «Его Высочество». Княжеством управляла раджпутская династия Джадейя, происходившая из княжества Наванагар.

### Тхакур-Сахибы
- 1620—1635: Вибходжи Аджоджи Сахиб (? — 1635), младший сын Кунвара Шри Аджоджи Сатаджи Сахиба из Наванагара.
- 1635—1656: Мехраманджи I Вибходжи Сахиб (? — 1656), сын предыдущего
- 1656—1675: Сахибджи Мехраманджи Сахиб (? — 1675), старший сын предыдущего
- 1675—1694: Баманиоджи Сахибджи Сахиб (? — 1694), сын предыдущего
- 1694—1720: Мехрамамджи II Баманиаджи Сахиб(? — 1720), младший сын предыдущего
  - 1720—1732: Масум-Хан Шугаат, наместник Империи Великих Моголов (? — 1732)
- 1732—1746: Ранмалджи I Мехрамамджи Сахиб(? — 1746), старший сын Мехрамамджи II Баманиаджи. В 1732 году убил Масум-Хана и вернул себе отцовский домен
- 1746-17??: Лакхаджи I Ранмалджи Сахиб(1-й раз) (? — 1796), старший сын предыдущего. Отрекся от престола в пользу своего старшего сына.
- 17??-1794: Мехрамамджи III Лакхаджи Сахиб(? — 1794), старший сын предыдущего
- 1794—1795: Лакхаджи I Ранмалджи Сахиб(2-й раз) (? — 1796), отец предыдущего. В 1795 году он был свергнут и изгнан своим внуком.
- 1795—1825: Ранмалджи II Мехраманджи Сахиб (? — 1825), старший сын Мехрамамджи III Лакхаджи и внук предыдущего. В 1795 году захватил власть в княжестве, свергнув и изгнав своего деда
- 1825—1844: Сароджи Ранмалджи Сахиб (? — 1844), старший сын предыдущего
- 1844 — 8 ноября 1862: Мехрмансинджи IV Сароджи Сахиб (? — 8 ноября 1862), младший сын предыдущего
- 8 ноября 1862 — 16 апреля 1890: Баваджирадж Мехмансинджи Сахиб (30 августа 1856 — 16 апреля 1890), старший сын предыдущего. Правил при регентстве своей бабушки, Тхакорани Шри Нанибакунверба Сахиба, с 1862 по 1867 год. Затем правил под надзором прикомандированных английских офицеров. В ноябре 1874 года, когда он достиг совершеннолетия, ему были предоставлены ограниченные правящие полномочия, во время которых он получил дополнительную административную подготовку. Формально наделен всей полнотой правящей власти в Раджкоте 17 января 1876 года.
- 16 апреля 1890 — 2 февраля 1930: Лакхаджирадж III Баваджирадж Сахиб (17 декабря 1885 — 2 февраля 1930), старший сын предыдущего. С 3 июня 1918 года — сэр Лакхаджирадж III Баваджирадж. Правил под опекой государственных чиновников под британским надзором, пока не достиг совершеннолетия и не был наделен всеми правящими полномочиями, 21 октября 1907 года.
- 2 февраля 1930 — 11 июня 1940: Дхармендрасинджи Лакхаджи Сахиб (4 марта 1910 — 11 июня 1940), старший сын предыдущего. Правил под управлением административного совета до тех пор, пока он не был наделен полными правящими полномочиями, 21 апреля 1931 года. Его непопулярное правление контрастировало с правлением его отца и деда и привело к организованной оппозиции против его правления со стороны Индийского национального конгресса и народных организаций.
- 11 июня 1940 — 15 августа 1947: Прадумансинджи Лакхаджирадж Сахиб (24 февраля 1913 — 9 ноября 1973), четвертый (младший) сын Лакхаджираджа III Баваджираджа, младший брат предыдущего.

## Титулярные правители
- 15 августа 1947 — 9 ноября 1973: Прадумансинджи Лакхаджирадж Сахиб (24 февраля 1913 — 9 ноября 1973), четвертый (младший) сын Лакхаджираджа III Баваджираджа
- 9 ноября 1973 — настоящее время: Манохарсинхджи Прадумансинхджи Джадеджа Сахиб (род. 18 ноября 1935), старший сын предыдущего.

Вероятным наследником княжеского титула является Мандхатасинджи Манохарсинджи Джадеджа (род. 1965, Дели), единственный сын предыдущего.